# Конституционный Суд Республики Карелия
Конституцио́нный Суд Респу́блики Каре́лия — судебный орган конституционного контроля, самостоятельно осуществляющий судебную власть посредством конституционного судопроизводства.
Порядок деятельности Конституционного Суда Республики Карелия определяются статьёй 68 Конституции Республики Карелия и Законом Республики Карелия от 7.07.2004 г. № 790-ЗРК (ред. от 27.12.2004 г.) «О Конституционном Суде Республики Карелия».

## История
Конституционный суд был образован Верховным Советом Республики Карелия в соответствии с Конституцией Республики Карелия и принятым на её основе Законом Республики Карелия «О Конституционном Суде Республики Карелия» от 17 марта 1994 года и 10 ноября 1994 года начал свою работу.
Упразднён законом республики Карелия от 25 февраля 2021 года.

## Полномочия
Полномочия Конституционного Суда Республики Карелия определяются Конституцией Республики Карелия и Законом Республики Карелия «О Конституционном Суде Республики Карелия»

## Состав
Конституционный Суд Республики Карелия состоит из трёх судей, назначаемых на должность Законодательным Собранием Республики Карелия по представлению Главы Республики Карелия. Полномочия судьи Конституционного Суда Республики Карелия не ограничены определённым сроком.
Председатель Суда:
- 2001—2009 — Сухачёва Валентина Васильевна
- 26 февраля 2009 года — 25 апреля 2010 года — Фотина Татьяна Николаевна (исполняющая обязанности)[2]
- с 26 апреля 2010 года — 12 марта 2013 года — Союнен Павел Александрович (исполняющий обязанности)
- с 21 марта 2013 года — Беньяминова Светлана Александровна[3]

При суде действует научно-консультативный совет, подготовивший комментарий к Конституции республики, который был издан в конце 2008 года тиражом 600 экземпляров. Презентация состоялась 12 февраля 2009 года в Большом зале Законодательного Собрания Республики Карелия.

## Статистика принятых решений
По состоянию на 1 марта 2016 года Конституционный суд Республики Карелия за весь период своей деятельности вынес 117 постановлений.

## Финансирование
Содержание суда за 2015 год обошлось бюджету региона в 17,1 млн руб.